# ريبيكا وايساك
ريبيكا وايساك (بالإنجليزية: Rebecca Wiasak) (و. 1984  م) هي دراجة أسترالية، ولدت في غيلونغ.

## التعليم
تعلمت في ACT Academy of Sport ‏.

## التصنيف
| السنة     | 2014 | 2015 | 2016 | 2017 | 2018 | 2019 |
| --------- | ---- | ---- | ---- | ---- | ---- | ---- |
| تصنيف UCI | 287  | -    | -    | 215  | -    | 628  |
|           |      |      |      |      |      |      |
| مصدر: UCI |      |      |      |      |      |      |

## سجل الفوز

### سباقات أو مراحل فاز بها
| التاريخ       | السباق                                                                  | المركز                  |
| ------------- | ----------------------------------------------------------------------- | ----------------------- |
| 14 أغسطس 2011 | Geelong Tour 2011                                                       | الفائز في التصنيف العام |
| 01 يناير 2015 | 2015 UCI Track Cycling World Championships – women's individual pursuit |                         |
| 01 يناير 2016 | 2016 UCI Track Cycling World Championships – women's individual pursuit |                         |
| 20 مايو 2017  | جائزة غاتينو الكبرى للدراجات 2017                                       | السابع في التصنيف العام |
| 19 أغسطس 2017 | Rochester Twilight Criterium Women 2017                                 | الفائز في التصنيف العام |
| 13 يناير 2019 | طواف سانتوس للسيدات 2019                                                | السابع في تصنيف النقاط  |
| 11 مايو 2019  | Rochester Twilight Criterium Women 2019                                 | الفائز في التصنيف العام |
| 25 أغسطس 2019 | Colorado Classic Women 2019                                             | السادس في تصنيف النقاط  |